# Bodilprisen for bedste engelsksprogede film
Bodilprisen for bedste engelsksprogede film er en filmpris, der uddeles af Filmmedarbejderforeningen som en af Bodilpriserne. Prisen blev uddelt første gang ved Bodiluddelingen i 2024, hvor kategorien afløste den tidligere kategori Bodilprisen for bedste amerikanske film, der var blevet uddelt siden den første bodiluddeling. 
Den første modtager af prisen var filmen Aftersun instrueret af Charlotte Wells, der modtog prisen i 2024.

## Prismodtagere
| År                         | Film              | Instruktør                     | Land |
| -------------------------- | ----------------- | ------------------------------ | ---- |
| 2024                       |                   |                                |      |
| Aftersun                   | Charlotte Wells   | USA/ Storbritannien            |      |
| Barbie                     | Greta Gerwig      | USA/ Storbritannien            |      |
| Killers of the Flower Moon | Martin Scorsese   | USA                            |      |
| Oppenheimer                | Christopher Nolan | USA/ Storbritannien            |      |
| Tár                        | Todd Field        | USA/ Tyskland                  |      |
| 2025                       |                   |                                |      |
| Poor Things                | Yorgos Lanthimos  | USA/ Storbritannien/ Irland    |      |
| All of Us Strangers        | Andrews Haigh     | USA                            |      |
| Anora                      | Sean Baker        | USA                            |      |
| The Holdovers              | Alexander Payne   | USA                            |      |
| The Substance              | Coralie Fargeat   | USA/ Storbritannien / Frankrig |      |